# Samegawa (Fukushima)
Samegawa (鮫川村 Samegawa-mura?) es una villa localizada en la prefectura de Fukushima, Japón. En junio de 2019 tenía una población de 3.128 habitantes y una densidad de población de 23,8 personas por km². Su área total es de 131,34 km².

## Geografía

### Municipios circundantes
- Prefectura de Fukushima
  - Iwaki
  - Hanawa
  - Tanagura
  - Asakawa
  - Ishikawa
  - Furudono
- Prefectura de Ibaraki
  - Kitaibaraki

## Demografía
Según datos del censo japonés, la población de Samegawa ha disminuido en los últimos años.
| Año del censo | Población |
| ------------- | --------- |
| 1995          | 4.957     |
| 2000          | 4.602     |
| 2005          | 4.322     |
| 2010          | 3.989     |
| 2015          | 3.577     |